# Tekirdağ (prowincja)
Tekirdağ (tur. Tekirdağ ili) – jedna z 81 prowincji Turcji, znajdująca się w północno-zachodniej części kraju.
Od zachodu graniczy z prowincją Edirne, od północy z prowincją Kırklareli, a od wschodu z prowincją Stambuł.
Władzę w prowincji sprawuje deputowany przez turecki rząd.
Powierzchnia prowincji to 6218 km². Liczba ludności zgodnie z danymi z 2006 roku wynosi 707 997, a gęstość zaludnienia 113,9 osoby/km². Stolicą prowincji jest miasto Tekirdağ (wcześniejsza nazwa Tekfürdağı).
Ze stolicy prowincji, miasta Tekirdağ pochodzi napój alkoholowy – raki, podobny do greckiego ouzo.

## Podział administracyjny
Prowincja Tekirdağ dzieli się na dziewięć dystryktów. Są to:
- Çerkezköy
- Çorlu
- Hayrabolu
- Malkara
- Marmara Ereğli
- Muratlı
- Saray
- Şarköy(inne języki)
- Tekirdağ